# Ulrich Meyer (Politiker, 1732)
Ulrich Meyer (* 10. Dezember 1732 in Hundwil; † 12. Mai 1809 Stein; heimatberechtigt in Hundwil) war ein Schweizer Ratsherr, Gemeindepräsident und Mitglied des Kleinen Rats aus dem Kanton Appenzell Ausserrhoden.

## Leben
Ulrich Meyer war der Sohn des Ulrich Meyer, Ratsherr, und der Katharina Weiss. Er heiratete 1760 Elisabeth Knöpfel, Tochter des David Knöpfel, Ratsherr in Schaffhausen. In zweiter Ehe heiratete er 1798 Anna Barbara Hüninger, Tochter des Alexander Hüninger, Ratsherr. 
Er wirkte von 1772 bis 1777 als Ratsherr und Quartierhauptmann in Hundwil. Anschliessend amtierte  Meyer von 1777 bis 1782 als Gemeindehauptmann. Von 1779 bis 1797 war er als Ausserrhoder Landesbauherr und von 1782 bis 1786 als Landesfähnrich tätig. Er hatte von 1786 bis 1793 das Amt des Landeshauptmannes inne. Von 1793 bis 1797 diente Meyer als Landesseckelmeister und 1799 als Präsident der Gemeindekammer. 1801 siedelte er nach Stein um.

## Werke
- Ulrich Meyer: Von der Beschreibung Schweizer Unruh wegen Revolution 1797–1803. in der Kantonsbibliothek Appenzell Ausserrhoden